# Neriene obtusa
Neriene obtusa är en spindelart som först beskrevs av George Hazelwood Locket 1968.  Neriene obtusa ingår i släktet Neriene och familjen täckvävarspindlar. Inga underarter finns listade i Catalogue of Life.